# Logout (Exit)
Logout è un album degli Exit.

## Tracce
1. Il sole del mattino
2. La lunga pista
3. A Chiara
4. Log out
5. Madre Gaia
6. Il colore della neve
7. Pensiero Portoghese
8. Quello in cui spero
9. Sospensione
10. Ninna Nanna

### Musica
- Il sole del mattino

Testo: Osvaldo Corneo, Angelo Losa
Chitarra acustica Angelo Losa
Chitarra elettrica Marco Maggi
Voce Osvaldo Corneo
Saxofono Marco Villa
- La lunga pista

Testo: Paola Borgini
Chitarra acustica Angelo Losa, Attilio Invernizzi, Didgeridoo Stefano Ravotti
Chitarra elettrica Marco Maggi
Voce Osvaldo Corneo
Saxofono Marco Villa
- A Chiara

Testo: Marco Maggi
Chitarra acustica Angelo Losa
Chitarra elettrica Marco Maggi
Voce Osvaldo Corneo
- Log out

Testo: Osvaldo Corneo
Chitarra acustica Angelo Losa, Osvaldo Corneo
Chitarra elettrica Marco Maggi
Voce Osvaldo Corneo
Saxofono Marco Villa
Percussioni Luca Casiraghi
- Madre Gaia

Testo: Osvaldo Corneo
Chitarra acustica Angelo Losa, Osvaldo Corneo
Chitarra elettrica Marco Maggi
Voce Osvaldo Corneo
Saxofono Marco Villa
- Il colore della neve

Testo: Osvaldo Corneo
Chitarra acustica Angelo Losa
Chitarra elettrica Marco Maggi
Voce Osvaldo Corneo
Saxofono Marco Villa
Percussioni Luca Casiraghi
- Pensiero Portoghese

Testo: Paola Borgini
Chitarra acustica Angelo Losa
Chitarra elettrica Marco Maggi
Voce Osvaldo Corneo
Saxofono Marco Villa
Percussioni Luca Casiraghi
- Quello in cui spero

Testo: Angelo Losa, Osvaldo Corneo
Chitarra acustica Angelo Losa, Osvaldo Corneo
Chitarra elettrica Marco Maggi
Voce Osvaldo Corneo
- Sospensione

Chitarra acustica Angelo Losa, Osvaldo Corneo
Chitarra elettrica Angelo Losa, Marco Maggi
Voce Osvaldo Corneo
Saxofono Marco Villa
Percussioni Luca Casiraghi
- Ninna Nanna

Testo: Osvaldo Corneo
Chitarra acustica Osvaldo Corneo
Voce Osvaldo Corneo
Flauto Laura Biondo